# 3072 Vilnius
3072 Vilnius là một tiểu hành tinh vành đai chính với chu kỳ quỹ đạo là 1223.7406502 ngày (3.35 năm).
Nó được phát hiện ngày 5 tháng 9 năm 1978 bởi nhà thiên văn học Xô Viết Nikolay Stepanovich Chernykh. Nó được đặt theo thủ đô Litva, Vilnius.